# Randy Johnson

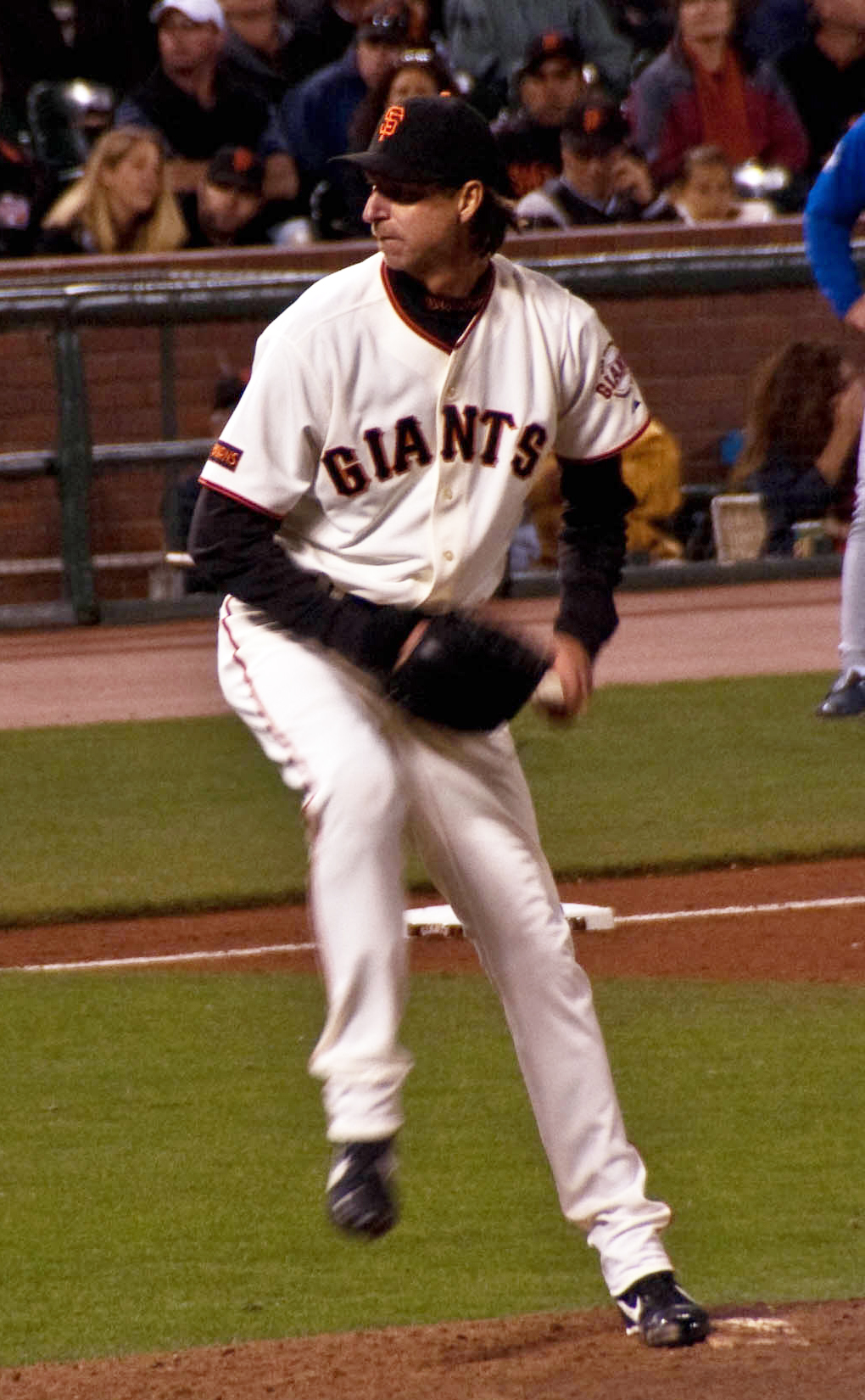
Randy em 2009.

Randall David Johnson (Walnut Creek, 10 de setembro de 1963) é um ex-jogador americano de beisebol. É um dos arremessadores mais talentosos na história da Major League Baseball, sendo um dos mais dominantes de sua era (junto com Pedro Martínez, Greg Maddux e Roger Clemens).
Johnson foi afamado por ter uma das melhores fastballs na liga, chegando regularmente a 100 mph (160 km/h). Contudo, sua assinatura é uma aguda slider.
Em 18 de maio de 2004, Johnson se tornou apenas o 17º arremessador a lançar um jogo perfeito — e aos 40 anos de idade, o mais velho —, na vitória por 2 a 0 contra o Atlanta Braves.
Em 5 de janeiro de 2010, Johnson anunciou sua aposentadoria da Major League Baseball.

## Jogo perfeito
Em 18 de maio de 2004, jogando pelo Arizona Diamondbacks, arremessou um jogo perfeito contra o Atlanta Braves. O jogo aconteceu no  Turner Field em Atlanta em frente à uma plateia de 23.381 pessoas. Johnson, que tinha 40 anos de idade na época, foi o arremessador mais velho na história da MLB a conseguir um jogo perfeito, passando Cy Young que tinha 37 anos na época de seu jogo perfeito em 1904. Seu jogo perfeito foi o 17º na história do beiseboll. O catcher era Robby Hammock, que jogava sua segunda temporada nas grandes ligas.

## Feitos
- 10 participações no Jogo das Estrelas (1990, 1993-95, 1997, 1999, 2000-02 e 2004)
- Liderou a liga em ERA quatro vezes (1995, 1999, 2001 e 2002)
- Liderou a liga em strikeouts nove vezes (1992-95, 1999, 2000-02 e 2004)
- Co-MVP da Série Mundial (2001)
- 5 vezes vencedor do Prêmio Cy Young (1995 e 2000-03)

## Números
- Vitórias–Derrotas: 303–166
- Earned run average: 3.29
- Strikeouts: 4,875